# Épületek energiamérlege
Az épületek energiamérlege a felhasznált energiával kapcsolatos nyereségek és veszteségek egyenlege. Számítási módszerét a 7/2006 (V. 24.) TNM rendelet tartalmazza. Az épületek energia egyensúlya érdekében az energiaveszteséget az épületbe bekerülő energia pótolja, így a fűtés, melegvízkészítés, háztartási gépek felvett energiája. 
Korábban általában (pl. fűtéskor) a hőbevitel növelésével javították az energiamérleget, de ma az épület hőszigetelésével érdemesebb csökkenteni a veszteséget.
Az energiamérleg gazdaságosan javítható az energiaveszteség csökkentésével. Ennek több módja létezik. Minél kisebb a hőveszteség, annál kevesebb energiát kell szolgáltatnia a fűtőrendszernek.